# Arthur Carron
Arthur Carron (eigentlich Arthur Cox; * 12. Dezember 1900 in Swindon; † 10. Mai 1967 ebenda) war ein englischer Opernsänger (Tenor).
Carron studierte in London und debütierte 1929 (noch unter seinem eigentlichen Namen Arthur Cox) als Tannhäuser am Old Vic Theatre. Hier und am Sadler’s Wells sang er in den folgenden Jahren vorwiegend Heldenrollen aus italienischen Opern und den Opern Wagners. 1931 und 1939 gastierte er an der Covent Garden Opera.
1936 gewann er den Wettbewerb Auditions of the Air der Metropolitan Opera und debütierte dort im gleichen Jahr als Canio in Der Bajazzo. Im Folgejahr sang er den Nolan in der Uraufführung von Walter Damroschs Oper The Man without a Country. Er gehörte bis 1946 zum Ensemble der Metropolitan Opera und hatte Erfolge u. a. als Tristan und Tristan und Isolde, Siegmund in der Walküre, Herodes in Salome und Florestan in Fidelio. Das deutsche Opernrepertoire erarbeitete er sich in dieser Zeit mit Unterstützung von Florence Easton.
Gastspiele gab Carron u. a. in Chicago, Philadelphia, Mexiko-Stadt, Rio de Janeiro, Santiago de Chile, Montreal und Buenos Aires. 1947–48 und 1952 war er erneut an der Covent Garden Opera engagiert, an der er u. a. mit Ljuba Welitsch in Salome auftrat. 1948 war er Gast des Edinburgh Festival. Im Jahr 1952 beendete Carron seine Bühnenlaufbahn.

## Quelle
- Karl-Josef Kutsch, Leo Riemens: Großes Sängerlexikon, Band 4, 4. Auflage Walter de Gruyter, 2004, ISBN 9783598440885, S. 739–740 (eingeschränkte Vorschau in der Google-Buchsuche)